# Nyża nad Siodłem
Nyża nad Siodłem – jaskinia, a właściwie schronisko, w Dolinie Małej Łąki w Tatrach Zachodnich. Główne wejście do niej położone jest nad przełęczą Siodło, w zboczu Małego Giewontu, na wysokości 1650 m n.p.m. Długość jaskini wynosi 5,3 metrów, a jej deniwelacja 3,5 metra.

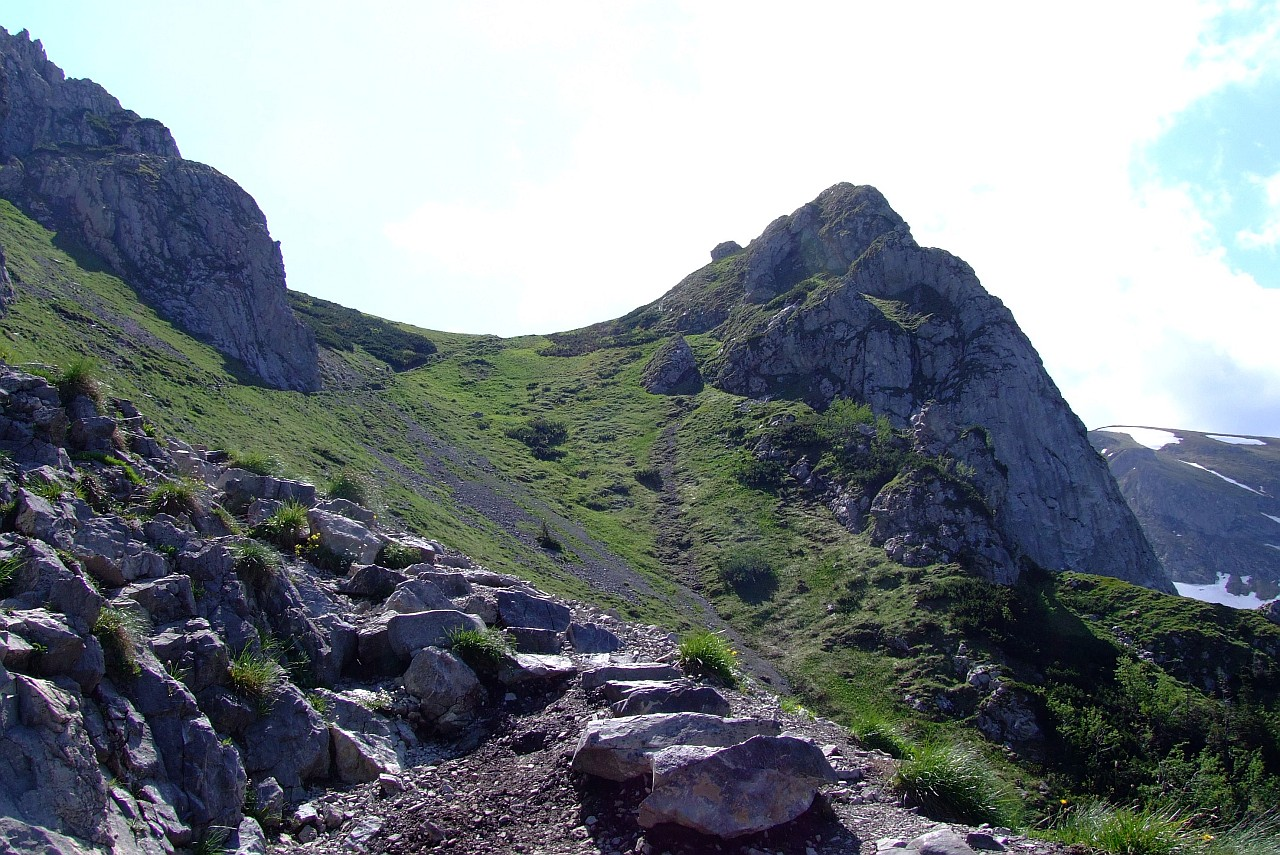
Przełęcz Siodło. Na lewo zbocza Małego Giewontu

## Opis jaskini
Duży, główny otwór (1,7 m × 2,5 m) prowadzi do niskiej, idącej do góry nyży, której strop tworzy blok skalny. Po 4 metrach kończy się ona zawaliskiem. Przed jej końcem znajduje się 1,5-metrowy kominek prowadzący na powierzchnię. W nyży znajdują się wielkie wanty i drobny gruz wapienny.

## Przyroda
W jaskini brak jest nacieków. Na ścianach rosną porosty. Można w niej spotkać ślimaki, pająki i owady.

## Historia odkryć
Pierwszy plan i opis jaskini sporządziła I. Luty przy pomocy M. Różyczki w 2001 roku.